# Großer Preis von Aserbaidschan 2023
Der Große Preis von Aserbaidschan 2023 (offiziell Formula 1 Azerbaijan Grand Prix 2023) fand am 30. April auf dem Baku City Circuit in Baku statt und war das vierte Rennen der Formel-1-Weltmeisterschaft 2023.

## Bericht

### Hintergründe
Nach dem Großen Preis von Australien führte Max Verstappen in der Fahrerwertung mit 15 Punkten vor Sergio Pérez und mit 24 Punkten vor Fernando Alonso. In der Konstrukteurswertung führte Red Bull mit 58 Punkten vor Aston Martin und mit 67 Punkten vor Mercedes.
Pirelli stellte den Fahrern die Reifenmischungen C3 Hard (weiß), C4 Medium (gelb) und C5 Soft (rot) sowie Cinturato Intermediates (grün) und Cinturato Full-Wets (blau) für nasse Bedingungen zur Verfügung.
Pierre Gasly (zehn), Alonso (sechs), Lance Stroll, Alexander Albon (jeweils fünf), George Russell, Yuki Tsunoda (jeweils vier), Lando Norris, Kevin Magnussen, Esteban Ocon, Zhou Guanyu (jeweils drei), Verstappen, Pérez, Carlos Sainz jr. (jeweils zwei) und Charles Leclerc (einer) gingen mit Strafpunkten ins Wochenende.
Im Rahmen des Grand Prix wurde das erste Sprint-Wochenende der Saison ausgetragen.
Mit Lewis Hamilton, Pérez, Verstappen und Valtteri Bottas (jeweils einmal) traten vier ehemalige Sieger zu diesem Grand Prix an.
Als Rennkommissare für dieses Rennwochenende fungierten Nish Shetty (SGP), Mathieu Remmerie (BEL), Enrique Bernoldi (BRA) und Danil Solomin (AZE).

### Training
Im ersten und einzigen freien Training war Verstappen mit einer Zeit von 1:42,315 Minuten der Schnellste vor Leclerc und Pérez.

### Qualifying
Das Qualifying für das Rennen wurde bereits am Freitag absolviert.
Das Qualifying bestand aus drei Teilen mit einer Nettolaufzeit von 45 Minuten. Im ersten Qualifying-Segment (Q1) hatten die Fahrer 18 Minuten Zeit, um sich für das Rennen zu qualifizieren. Alle Fahrer, die im ersten Abschnitt eine Zeit erzielten, die maximal 107 Prozent der schnellsten Rundenzeit betrug, qualifizierten sich für den Grand Prix. Die besten 15 Fahrer erreichten den nächsten Qualifikationsabschnitt. Leclerc war Schnellster. de Vries konnte infolge eines Unfalls im Training keine Zeit setzen und sich somit nicht für den Grand Prix qualifizieren. Neben ihm schieden Zhou, die beiden Haas-Piloten und Gasly aus.
Der zweite Abschnitt (Q2) dauerte 15 Minuten. Die schnellsten zehn Piloten qualifizierten sich für den dritten Teil des Qualifyings. Verstappen war Schnellster. Russell, Ocon, beide Williams-Piloten und Bottas schieden aus.
Der letzte Abschnitt (Q3) ging über eine Zeit von zwölf Minuten, in denen die ersten zehn Startpositionen vergeben wurden. Leclerc fuhr mit einer Rundenzeit von 1:40,203 Minuten die Bestzeit vor den beiden Red Bull-Piloten Verstappen und Pérez. Es war die 19. Pole-Position für Leclerc in der Formel-1-Weltmeisterschaft.

### Sprint-Shootout
Der Shootout für den Sprint fand am Samstagvormittag stand.
Der Shootout bestand wie schon das Qualifying aus drei Teilen mit einer Nettolaufzeit von 30 Minuten. Im ersten Segment hatten die Fahrer 12 Minuten Zeit, um sich für den Sprint zu qualifizieren. Die besten 15 Fahrer erreichten den nächsten Abschnitt. Leclerc war Schnellster. Sowohl die beiden Alfa-Romeo-Fahrer, als auch beide AlphaTauri-Piloten und Gasly schieden aus.
Der zweite Abschnitt dauerte 10 Minuten. Die schnellsten zehn Piloten qualifizierten sich für den letzten Teil des Shootouts. Pérez war Schnellster. Oscar Piastri, beide Haas-Piloten, Ocon und Logan Sargeant schieden aus.
Der letzte Abschnitt ging über eine Zeit von acht Minuten. Leclerc sicherte sich die Pole vor Pérez und Verstappen.

### Sprintrennen
Das Sprintrennen ging über 17 Runden. Pérez entschied das Rennen für sich. Leclerc und Verstappen komplettierten die Top-3.

### Rennen
Leclerc konnte den Start gegen Verstappen gewinnen und führte nach der ersten Runde.
Am Ende der dritten Runde konnte Verstappen dann an Leclerc vorbeiziehen und die Führung übernehmen. Am Ende der fünften Runde zog dann auch Pérez an Leclerc vorbei. de Vries schied nach einem Fahrfehler in der neunten Runde aus. Da zunächst nur gelbe Flaggen geschwenkt wurden, ging Verstappen zu seinem Stopp an die Box um den Undercut gegen Pérez durchzuführen. Im Anschluss schickte die Rennleitung allerdings dann das Safety-Car auf die Strecke um den Wagen von de Vries zu bergen. Davon profitierte vor allen Dingen Pérez, welcher nun die Führung übernehmen konnte. Zu einem Kuriosum kam es, als Russell und Stroll nacheinander an die Box fuhren. Da der vor Stroll liegende Teamkollege Alonso zuerst zum Stopp kam und Stroll nicht anstehen wollte, fuhr er langsamer in die Boxengasse als üblich. Russell dahinter überholte ihn daher bei der Einfahrt zur Boxengasse, fuhr eher an seinen Platz und kam dann vor Stroll wieder auf die Strecke zurück. Die Stewarts untersuchten den Vorfall, beließen es aber auch dabei und sprachen keine Strafe gegen Russell aus.
Pérez gewann schlussendlich das Rennen vor Verstappen und Leclerc und wurde damit zum ersten Fahrer, der zwei Rennen auf dem Baku City Circuit gewinnen konnte. Für Pérez war es zudem der sechste Sieg in der Formel-1-Weltmeisterschaft.
In der letzten Runde kam Ocon zu seinem Pflichtboxenstopp in die Box, als vor ihm plötzlich diverse Fotografen bereits in der Fast-Lane standen, um die Top-3-Piloten zu fotografieren. Da die Personen noch aus dem Weg springen konnten, wurde glücklicherweise niemand verletzt. Trotzdem kündigte die FIA eine Untersuchung an und zitierte die betreffenden Offiziellen des eigenen Verbandes zu den Kommissaren.
Sowohl in der Fahrer- als auch in der Konstrukteurswertung blieben die ersten drei Positionen unverändert.

## Meldeliste
| Team                                  | Nr. | Fahrer           | Chassis                           | Motor                             | Reifen |
| ------------------------------------- | --- | ---------------- | --------------------------------- | --------------------------------- | ------ |
| Oracle Red Bull Racing                | 01  | Max Verstappen   | Red Bull Racing RB19              | Honda RBPTH001                    | P      |
| Oracle Red Bull Racing                | 11  | Sergio Pérez     | Red Bull Racing RB19              | Honda RBPTH001                    | P      |
| Scuderia Ferrari                      | 16  | Charles Leclerc  | Ferrari SF-23                     | Ferrari 066/10                    | P      |
| Scuderia Ferrari                      | 55  | Carlos Sainz jr. | Ferrari SF-23                     | Ferrari 066/10                    | P      |
| Mercedes-AMG Petronas F1 Team         | 63  | George Russell   | Mercedes-AMG F1 W14 E Performance | Mercedes-AMG F1 M14 E Performance | P      |
| Mercedes-AMG Petronas F1 Team         | 44  | Lewis Hamilton   | Mercedes-AMG F1 W14 E Performance | Mercedes-AMG F1 M14 E Performance | P      |
| BWT Alpine F1 Team                    | 31  | Esteban Ocon     | Alpine A523                       | Renault E-Tech RE23               | P      |
| BWT Alpine F1 Team                    | 10  | Pierre Gasly     | Alpine A523                       | Renault E-Tech RE23               | P      |
| McLaren F1 Team                       | 81  | Oscar Piastri    | McLaren MCL60                     | Mercedes-AMG F1 M14 E Performance | P      |
| McLaren F1 Team                       | 04  | Lando Norris     | McLaren MCL60                     | Mercedes-AMG F1 M14 E Performance | P      |
| Alfa Romeo F1 Team Stake              | 77  | Valtteri Bottas  | Alfa Romeo C43                    | Ferrari 066/10                    | P      |
| Alfa Romeo F1 Team Stake              | 24  | Zhou Guanyu      | Alfa Romeo C43                    | Ferrari 066/10                    | P      |
| Aston Martin Aramco Cognizant F1 Team | 18  | Lance Stroll     | Aston Martin AMR23                | Mercedes-AMG F1 M14 E Performance | P      |
| Aston Martin Aramco Cognizant F1 Team | 14  | Fernando Alonso  | Aston Martin AMR23                | Mercedes-AMG F1 M14 E Performance | P      |
| MoneyGram Haas F1 Team                | 20  | Kevin Magnussen  | Haas VF-23                        | Ferrari 066/10                    | P      |
| MoneyGram Haas F1 Team                | 27  | Nico Hülkenberg  | Haas VF-23                        | Ferrari 066/10                    | P      |
| Scuderia AlphaTauri                   | 21  | Nyck de Vries    | AlphaTauri AT04                   | Honda RBPTH001                    | P      |
| Scuderia AlphaTauri                   | 22  | Yuki Tsunoda     | AlphaTauri AT04                   | Honda RBPTH001                    | P      |
| Williams Racing                       | 23  | Alexander Albon  | Williams FW45                     | Mercedes-AMG F1 M14 E Performance | P      |
| Williams Racing                       | 02  | Logan Sargeant   | Williams FW45                     | Mercedes-AMG F1 M14 E Performance | P      |

## Klassifikationen

### Qualifying
| Pos.                                                                      | Fahrer           | Konstrukteur                 | Q1         | Q2       | Q3       | Renn- start |
| ------------------------------------------------------------------------- | ---------------- | ---------------------------- | ---------- | -------- | -------- | ----------- |
| 01                                                                        | Charles Leclerc  | Ferrari                      | 1:41,269   | 1:41,037 | 1:40,203 | 01          |
| 02                                                                        | Max Verstappen   | Red Bull Racing-Honda RBPT   | 1:41,398   | 1:40,822 | 1:40,391 | 02          |
| 03                                                                        | Sergio Pérez     | Red Bull Racing-Honda RBPT   | 1:41,756   | 1:41,131 | 1:40,495 | 03          |
| 04                                                                        | Carlos Sainz jr. | Ferrari                      | 1:42,197   | 1:41,369 | 1:41,016 | 04          |
| 05                                                                        | Lewis Hamilton   | Mercedes                     | 1:42,113   | 1:41,650 | 1:41,177 | 05          |
| 06                                                                        | Fernando Alonso  | Aston Martin Aramco-Mercedes | 1:41,720   | 1:41,370 | 1:41,253 | 06          |
| 07                                                                        | Lando Norris     | McLaren-Mercedes             | 1:42,154   | 1:41,485 | 1:41,281 | 07          |
| 08                                                                        | Yuki Tsunoda     | AlphaTauri-Honda RBPT        | 1:42,234   | 1:41,569 | 1:41,581 | 08          |
| 09                                                                        | Lance Stroll     | Aston Martin Aramco-Mercedes | 1:42,524   | 1:41,576 | 1:41,611 | 09          |
| 10                                                                        | Oscar Piastri    | McLaren-Mercedes             | 1:42,455   | 1:41,636 | 1:41,611 | 10          |
| 11                                                                        | George Russell   | Mercedes                     | 1:42,073   | 1:41,654 | –        | 11          |
| 12                                                                        | Esteban Ocon     | Alpine-Renault               | 1:42,622   | 1:41,798 | –        | 12          |
| 13                                                                        | Alexander Albon  | Williams-Mercedes            | 1:42,171   | 1:41,818 | –        | 13          |
| 14                                                                        | Valtteri Bottas  | Alfa Romeo-Ferrari           | 1:42,582   | 1:42,259 | –        | 14          |
| 15                                                                        | Logan Sargeant   | Williams-Mercedes            | 1:42,242   | 1:42,395 | –        | 15          |
| 16                                                                        | Zhou Guanyu      | Alfa Romeo-Ferrari           | 1:42,642   | –        | –        | 16          |
| 17                                                                        | Nico Hülkenberg  | Haas-Ferrari                 | 1:42,755   | –        | –        | 17          |
| 18                                                                        | Kevin Magnussen  | Haas-Ferrari                 | 1:43,417   | –        | –        | 18          |
| 19                                                                        | Pierre Gasly     | Alpine-Renault               | 1:44,853   | –        | –        | 19          |
| 107-Prozent-Zeit: 1:48,357 min (bezogen auf Q1-Bestzeit von 1:41,269 min) |                  |                              |            |          |          |             |
| 20                                                                        | Nyck de Vries    | AlphaTauri-Honda RBPT        | keine Zeit | –        | –        | 20          |

Anmerkungen
1. 1 2  Stroll und Piastri fuhren die identische Zeit. Stroll wurde vor Piastri gewertet, da er die Zeit als Erster setzte.
2. ↑  de Vries setzte keine Zeit, ihm wurde allerdings erlaubt zu starten, da er im freien Training ausreichend schnell gefahren war.

### Sprint-Shootout
| Pos.                                                                      | Fahrer           | Konstrukteur                 | Q1       | Q2         | Q3         | Sprint -Start |
| ------------------------------------------------------------------------- | ---------------- | ---------------------------- | -------- | ---------- | ---------- | ------------- |
| 01                                                                        | Charles Leclerc  | Ferrari                      | 1:42,820 | 1:42,500   | 1:41,697   | 01            |
| 02                                                                        | Sergio Pérez     | Red Bull Racing-Honda RBPT   | 1:43,858 | 1:42,925   | 1:41,844   | 02            |
| 03                                                                        | Max Verstappen   | Red Bull Racing-Honda RBPT   | 1:43,288 | 1:42,417   | 1:41,987   | 03            |
| 04                                                                        | George Russell   | Mercedes                     | 1:43,763 | 1:43,112   | 1:42,252   | 04            |
| 05                                                                        | Carlos Sainz jr. | Ferrari                      | 1:43,622 | 1:42,909   | 1:42,287   | 05            |
| 06                                                                        | Lewis Hamilton   | Mercedes                     | 1:43,561 | 1:43,061   | 1:42,502   | 06            |
| 07                                                                        | Alexander Albon  | Williams-Mercedes            | 1:43,987 | 1:43,376   | 1:42,846   | 07            |
| 08                                                                        | Fernando Alonso  | Aston Martin Aramco-Mercedes | 1:43,789 | 1:42,976   | 1:43,010   | 08            |
| 09                                                                        | Lance Stroll     | Aston Martin Aramco-Mercedes | 1:43,879 | 1:43,375   | 1:43,064   | 09            |
| 10                                                                        | Lando Norris     | McLaren-Mercedes             | 1:43,938 | 1:43,395   | keine Zeit | 10            |
| 11                                                                        | Oscar Piastri    | McLaren-Mercedes             | 1:44,179 | 1:43,427   | –          | 11            |
| 12                                                                        | Nico Hülkenberg  | Haas-Ferrari                 | 1:44,843 | 1:43,806   | –          | 12            |
| 13                                                                        | Esteban Ocon     | Alpine-Renault               | 1:44,433 | 1:44,088   | –          | 13            |
| 14                                                                        | Kevin Magnussen  | Haas-Ferrari                 | 1:44,101 | 1:44,332   | –          | 14            |
| 15                                                                        | Logan Sargeant   | Williams-Mercedes            | 1:44,042 | keine Zeit | –          | 15            |
| 16                                                                        | Zhou Guanyu      | Alfa Romeo-Ferrari           | 1:45,177 | –          | –          | 16            |
| 17                                                                        | Valtteri Bottas  | Alfa Romeo-Ferrari           | 1:45,352 | –          | –          | 17            |
| 18                                                                        | Yuki Tsunoda     | AlphaTauri-Honda RBPT        | 1:45,436 | –          | –          | 18            |
| 19                                                                        | Pierre Gasly     | Alpine-Renault               | 1:46,951 | –          | –          | 19            |
| 20                                                                        | Nyck de Vries    | AlphaTauri-Honda RBPT        | 1:48,180 | –          | –          | 20            |
| 107-Prozent-Zeit: 1:50,017 min (bezogen auf Q1-Bestzeit von 1:42,820 min) |                  |                              |          |            |            |               |

### Sprintrennen
| Pos. | Fahrer           | Konstrukteur                 | Runden | Stopps | Zeit       | Start |
| ---- | ---------------- | ---------------------------- | ------ | ------ | ---------- | ----- |
| 01   | Sergio Pérez     | Red Bull Racing-Honda RBPT   | 17     | 0      | 33:17,667  | 02    |
| 02   | Charles Leclerc  | Ferrari                      | 17     | 0      | + 4,463    | 01    |
| 03   | Max Verstappen   | Red Bull Racing-Honda RBPT   | 17     | 0      | + 5,065    | 03    |
| 04   | George Russell   | Mercedes                     | 17     | 0      | + 8,532    | 04    |
| 05   | Carlos Sainz jr. | Ferrari                      | 17     | 0      | + 10,388   | 05    |
| 06   | Fernando Alonso  | Aston Martin Aramco-Mercedes | 17     | 0      | + 11,613   | 08    |
| 07   | Lewis Hamilton   | Mercedes                     | 17     | 0      | + 16,503   | 06    |
| 08   | Lance Stroll     | Aston Martin Aramco-Mercedes | 17     | 0      | + 18,417   | 09    |
| 09   | Alexander Albon  | Williams-Mercedes            | 17     | 0      | + 21,757   | 07    |
| 10   | Oscar Piastri    | McLaren-Mercedes             | 17     | 0      | + 22,851   | 11    |
| 11   | Kevin Magnussen  | Haas-Ferrari                 | 17     | 0      | + 27,990   | 14    |
| 12   | Zhou Guanyu      | Alfa Romeo-Ferrari           | 17     | 0      | + 34,602   | 16    |
| 13   | Pierre Gasly     | Alpine-Renault               | 17     | 0      | + 36,918   | 19    |
| 14   | Nyck de Vries    | AlphaTauri-Honda RBPT        | 17     | 0      | + 41,626   | 20    |
| 15   | Nico Hülkenberg  | Haas-Ferrari                 | 17     | 0      | + 48,587   | 12    |
| 16   | Valtteri Bottas  | Alfa Romeo-Ferrari           | 17     | 0      | + 49,917   | 17    |
| 17   | Lando Norris     | McLaren-Mercedes             | 17     | 1      | + 51,104   | 10    |
| 18   | Esteban Ocon     | Alpine-Renault               | 17     | 1      | + 1:00,621 | 13    |
| –    | Yuki Tsunoda     | AlphaTauri-Honda RBPT        | 2      | 0      | DNF        | 18    |
| DNS  | Logan Sargeant   | Williams-Mercedes            | –      | –      | –          | 15    |

Anmerkungen
1. ↑  Sargeant konnte aufgrund eines Unfalls im Sprint-Shootout nicht am Sprint-Rennen teilnehmen.

### Rennen
| Pos.                                                            | Fahrer           | Konstrukteur                 | Runden | Stopps | Zeit        | Start | Schnellste Runde |
| --------------------------------------------------------------- | ---------------- | ---------------------------- | ------ | ------ | ----------- | ----- | ---------------- |
| 01                                                              | Sergio Pérez     | Red Bull Racing-Honda RBPT   | 51     | 1      | 1:32:42,436 | 03    | 1:44,589 (50.)   |
| 02                                                              | Max Verstappen   | Red Bull Racing-Honda RBPT   | 51     | 1      | + 2,137     | 02    | 1:44,232 (51.)   |
| 03                                                              | Charles Leclerc  | Ferrari                      | 51     | 1      | + 21,217    | 01    | 1:44,561 (49.)   |
| 04                                                              | Fernando Alonso  | Aston Martin Aramco-Mercedes | 51     | 1      | + 22,024    | 06    | 1:44,241 (49.)   |
| 05                                                              | Carlos Sainz jr. | Ferrari                      | 51     | 1      | + 45,491    | 04    | 1:45,175 (48.)   |
| 06                                                              | Lewis Hamilton   | Mercedes                     | 51     | 1      | + 46,145    | 05    | 1:45,346 (48.)   |
| 07                                                              | Lance Stroll     | Aston Martin Aramco-Mercedes | 51     | 1      | + 51,617    | 09    | 1:45,627 (45.)   |
| 08                                                              | George Russell   | Mercedes                     | 51     | 2      | + 1:14,240  | 11    | 1:43,370 (51.)   |
| 09                                                              | Lando Norris     | McLaren-Mercedes             | 51     | 1      | + 1:20,376  | 07    | 1:45,738 (49.)   |
| 10                                                              | Yuki Tsunoda     | AlphaTauri-Honda RBPT        | 51     | 1      | + 1:23,862  | 08    | 1:45,727 (51.)   |
| 11                                                              | Oscar Piastri    | McLaren-Mercedes             | 51     | 1      | + 1:26,501  | 10    | 1:45,631 (51.)   |
| 12                                                              | Alexander Albon  | Williams-Mercedes            | 51     | 1      | + 1:28,623  | 12    | 1:45,925 (51.)   |
| 13                                                              | Kevin Magnussen  | Haas-Ferrari                 | 51     | 1      | + 1:29,729  | 16    | 1:45,850 (51.)   |
| 14                                                              | Pierre Gasly     | Alpine-Renault               | 51     | 2      | + 1:31,332  | 17    | 1:45,540 (47.)   |
| 15                                                              | Esteban Ocon     | Alpine-Renault               | 51     | 1      | + 1:37,794  | Box   | 1:45,908 (49.)   |
| 16                                                              | Logan Sargeant   | Williams-Mercedes            | 51     | 1      | + 1:40,973  | 14    | 1:46,501 (49.)   |
| 17                                                              | Nico Hülkenberg  | Haas-Ferrari                 | 50     | 1      | + 1 Runde   | Box   | 1:46,731 (34.)   |
| 18                                                              | Valtteri Bottas  | Alfa Romeo-Ferrari           | 50     | 3      | + 1 Runde   | 13    | 1:46,501 (49.)   |
| –                                                               | Zhou Guanyu      | Alfa Romeo-Ferrari           | 36     | 1      | DNF         | 15    | 1:47,553 (31.)   |
| –                                                               | Nyck de Vries    | AlphaTauri-Honda RBPT        | 9      | 0      | DNF         | 18    | 1:48,781 (04.)   |
| Fahrer des Tages: Sergio Pérez (29,1 % der abgegebenen Stimmen) |                  |                              |        |        |             |       |                  |

## WM-Stände nach dem Rennen
Die ersten acht des Sprintrennens bekamen 8, 7, 6, 5, 4, 3, 2 bzw. 1 Punkt(e). Die ersten zehn des Rennens bekamen 25, 18, 15, 12, 10, 8, 6, 4, 2 bzw. 1 Punkt(e). Zusätzlich wurde ein Punkt für die schnellste Rennrunde vergeben, da der betreffende Fahrer unter den ersten Zehn ins Ziel kam.

### Fahrerwertung
| Pos. | Fahrer           | Konstrukteur                 | Punkte |
| ---- | ---------------- | ---------------------------- | ------ |
| 01   | Max Verstappen   | Red Bull Racing-Honda RBPT   | 93     |
| 02   | Sergio Pérez     | Red Bull Racing-Honda RBPT   | 87     |
| 03   | Fernando Alonso  | Aston Martin Aramco-Mercedes | 60     |
| 04   | Lewis Hamilton   | Mercedes                     | 48     |
| 05   | Carlos Sainz jr. | Ferrari                      | 34     |
| 06   | Charles Leclerc  | Ferrari                      | 28     |
| 07   | George Russell   | Mercedes                     | 28     |
| 08   | Lance Stroll     | Aston Martin Aramco-Mercedes | 27     |
| 09   | Lando Norris     | McLaren-Mercedes             | 10     |
| 10   | Nico Hülkenberg  | Haas-Ferrari                 | 6      |

| Pos. | Fahrer          | Konstrukteur          | Punkte |
| ---- | --------------- | --------------------- | ------ |
| 11   | Oscar Piastri   | McLaren-Mercedes      | 4      |
| 12   | Valtteri Bottas | Alfa Romeo-Ferrari    | 4      |
| 13   | Esteban Ocon    | Alpine-Renault        | 4      |
| 14   | Pierre Gasly    | Alpine-Renault        | 4      |
| 15   | Zhou Guanyu     | Alfa Romeo-Ferrari    | 2      |
| 16   | Yuki Tsunoda    | AlphaTauri-Honda RBPT | 2      |
| 17   | Alexander Albon | Williams-Mercedes     | 1      |
| 18   | Kevin Magnussen | Haas-Ferrari          | 1      |
| 19   | Logan Sargeant  | Williams-Mercedes     | 0      |
| 20   | Nyck de Vries   | AlphaTauri-Honda RBPT | 0      |

### Konstrukteurswertung
| Pos. | Konstrukteur                 | Punkte |
| ---- | ---------------------------- | ------ |
| 01   | Red Bull Racing-Honda RBPT   | 180    |
| 02   | Aston Martin Aramco-Mercedes | 87     |
| 03   | Mercedes                     | 76     |
| 04   | Ferrari                      | 62     |
| 05   | McLaren-Mercedes             | 14     |

| Pos. | Konstrukteur          | Punkte |
| ---- | --------------------- | ------ |
| 06   | Alpine-Renault        | 8      |
| 07   | Haas-Ferrari          | 7      |
| 08   | Alfa Romeo-Ferrari    | 6      |
| 09   | AlphaTauri-Honda RBPT | 2      |
| 10   | Williams-Mercedes     | 1      |